# Koppelteken in afleidingen
Een afleiding bestaat uit een grondwoord waaraan een achtervoegsel of juist een voorvoegsel is toegevoegd:
- zwemmer, zwemster
- onding.

Zulke achter- en voorvoegsels zijn geen woorden: on-, semi-, -heid of -tje kunnen immers niet zelfstandig voorkomen. Dit bezit van onzelfstandige elementen maakt een afleiding tot iets wezenlijk anders dan een samenstelling. Die bestaat namelijk uit delen die juist wel alle zelfstandig kunnen voorkomen.

## Hoofdregel
Er staan doorgaans geen koppeltekens in een afleiding. Wel zijn er bij voor- en achtervoegsels bijzondere gevallen.

### Voorvoegsel
Deze hoofdregel blijft gelden wanneer er bij een voorvoegsel klinkerbotsing optreedt, dus als twee aparte klinkers bij vergissing als één tweeklank kunnen worden gelezen: een voorbeeld is
- geürbaniseerd, beërven, toegeëigend, beïnvloeden.

(Voor de duidelijkheid is het voorvoegsel onderstreept.) In principe zou de combinatie -ee-, -ei- of -eu- hier tot één klank kunnen samenvloeien. Daarom schrijven we een trema.

### Achtervoegsel
Ook woorden met een achtervoegsel krijgen geen koppelteken, maar een trema waar dat nodig is:
- ideeën, kanoër, financiën.

In de slotgroep ieel blijft zelfs dat trema achterwege:
- financieel.

(Voor de duidelijkheid is het achtervoegsel onderstreept.)

## Uitzonderingen: toch een koppelteken

### Voorvoegsels uit Grieks of Latijn: klinkerbotsing
Zoals we hierboven zagen, heeft klinkerbotsing dus weinig invloed op de spelling van afleidingen; soms komt er een trema. Toch is er een groep voorvoegsels die hierop een uitzondering vormt. Dat zijn voorvoegsels die uit het Latijn of het Grieks komen, en die ook nog als zodanig worden herkend.
Latijn of Grieks In de praktijk levert dit voor de schrijver problemen op: lang niet iedereen zal altijd beseffen dat een woorddeel uit het Latijn of het Grieks afkomstig is. De Leidraad bij de Woordenlijst somt weliswaar een aantal van deze voorvoegsels op, en hoewel weinigen die uit het hoofd zullen leren, volgt hier toch die lijst:
aero-, anti-, audio-, auto-, bi-, bio-, co-, contra-, de-, di-, duo-, elektro-, extra-, giga-, intra-, loco-, macro-, micro-, mini-, mono-, multi-, neo-, para-, pre-, pro-, proto-, pseudo-, quasi-, re-, retro-, semi-, socio-, supra-, tri-, ultra-, vice-.
Als apart element herkenbaar Deze voorvoegsels moeten echter wel als apart element herkenbaar zijn; vat de taalgebruiker ze echter op als integraal onderdeel van het woord, dus niet meer als voorvoegsel, dan komt er geen koppelteken. Dit is een nogal subjectief kenmerk, zoals uit de voorbeelden zal blijken.
Klinkerbotsing En er is nog een derde voorwaarde: het koppelteken wordt alleen geschreven als in deze gevallen ook nog klinkerbotsing optreedt.

#### Voorbeelden
Daarom wordt er een koppelteken geschreven in woorden als:
- semi-intellectueel: semi- is Latijn, valt als apart element te herkennen, en beide i's botsen (maar semiprofessioneel geen klinkers die botsen)
- macro-economie: macro is Grieks, valt als apart element te herkennen, de o en de e botsen
- re-integratie: re is Latijn, valt als apart element te herkennen, de e en de i botsen.

#### Afwijkingen
Een groot aantal woorden krijgt echter geen koppelteken, maar, zoals bij afleidingen gebruikelijk is, gewoon een trema. Zo kan het voorvoegsel niet, of niet langer, als apart element worden beschouwd in:
- reïncarnatie, preëminent
- tetraëder, octaëder.

Het onderscheid valt vaak moeilijk te beredeneren: waarom re-integratie maar reïncarnatie? De taalgebruiker kan bij individuele woorden het beste het Groene Boekje raadplegen. Dat zal echter niet altijd een oplossing bieden: het woord piëzo-elektrisch (koppelteken dus) staat er niet in. Ook zal hij er geen voorbeelden met proto- vinden.

### Bijzondere notaties met voor- of achtervoegsels

#### Achtervoegsel
Het grondwoord kan een bijzondere notatie vertonen: het wordt dan niet voluit geschreven, maar met een letter, een cijfer, een symbool, of als initiaalwoord:
- Dat schrijf je toch met een s?
- Nou, A4 lijkt me wel groot genoeg!
- Typt u daar maar een * achter.
- Hij is in de WW.

Deze bijzondere grondwoorden kunnen ook weer afleidingen vormen, doorgaans met een apostrof:
- twee s'en; een A4'tje; een rijtje *'s; een WW'er.[2]

Vier achtervoegsels krijgen echter wel een koppelteken als ze achter zo'n grondwoord komen: die vier achtervoegsels zijn -achtig, -dom, -heid of -schap.
- Met een Z-achtige beweging verschalkte hij de tegenstander.
- Het DGA-schap brengt voordelen, maar ook nadelen met zich mee.

#### Voorvoegsel
Sommige grondwoorden zijn bijzonder van vorm, doordat ze met een letter, een cijfer, een symbool of als initiaalwoord worden geschreven. Als daar een voorvoegsel vóór komt, schrijven we altijd een koppelteken. Dit geval moet worden onderscheiden van het vorige: daarbij ging het immers om áchtervoegsels, hier om voorvoegsels:
- Kom op jongens! Met eindeloos ge-o en ge-a krijgen we het werk óók niet af.
- "Te onzaliger ure"? Dat vind ik nogal on-21e-eeuws taalgebruik.
- Het ge-&$*@?#! was niet van de lucht.
- Zo ver-sms je je hele beltegoed.
- Het hele terrein moest ont-DDT'd worden.